# Receptum nautarum, cauponum, stabulariorum
Receptum nautarum, cauponum, stabulariorum – w prawie rzymskim rodzaj umowy edyktu pretorskiego. Oznaczała odpowiedzialność właściciela statku (receptum nautarum), właściciela oberży (receptum cauponum) i właściciela stajni (receptum stabulariorum) za całość przyjętego do transportu ładunku; nie wynikało to z odrębnych zapewnień, lecz z samego przyjęcia ładunku.
W myśl tej umowy przewoźnik ponosił całkowitą odpowiedzialność (bez względu na winę). Mógł uwolnić się jedynie, powołując na siłę wyższą.